# Szár
Szár is een plaats (község) en gemeente in het Hongaarse comitaat Fejér. Szár telt 1683 inwoners (2007).